# Shihmen kraftverk
Shihmen kraftverk är ett vattenkraftverk i norra delen av Taiwan. Det tar sitt vatten från en av Taiwans största sjöar, den 8 km² stora Shihmenreservoaren, som har bildats genom en uppdämning av Dahanfloden.
Sjön används också för bevattning och som drickvattentäckt för Tapei med omgivningar. Den är också ett populärt utflyktsmål.
Stora mängder sediment samlas upp i reservoaren och år 2017 kunde bara två tredjedelar av den ursprungliga volymen på omkring 300 miljoner kubikmeter användas. Arbete pågår med att ta bort en del av sedimentet och på så sätt förlänga dammens livstid.   